# Powiat wigierski
Powiat wigierski (niem. Wigrischer Kreis) – powiat z siedzibą w Wigrach istniejący w latach 1795–1807 w departamencie białostockim Prus Nowowschodnich oraz w latach 1807-1808 w departamencie łomżyńskim Księstwa Warszawskiego.
W 1800 w skład powiatu wchodziło 18 miast: Bakałarzewo, Berżniki, Filipów, Jeleniewo, Krasnopol, Lejpuny, Liszków, Łoździeje, Metele, Mirosław, Przerośl, Puńsk, Sejny, Sereje, Suwałki, Szczebra, Wiejsieje, Wiżajny. W 1807 powiat wigierski ze stolicą w Sejnach wszedł w skład departamentu łomżyńskiego w Księstwie Warszawskim, zaś w maju 1808, po odłączeniu parafii w Wigrach, przekształcony został w powiat sejneński.